# Алис Паникян
Алис Паникян, (родена 23 май 1985 година в София, България) е канадски модел, известна най-вече като победителка в Мис Вселена Канада 2006 г.

## Биография
Паникян е от български и арменски произход, фамилно си име наследява от дядо си по бащина линия. Емигрира с родителите си за Канада, когато е на 5 години. Учи в йоркския университет. Учи също и журналистика. Живее в Торонто, Онтарио и се стреми да бъде журналист или телевизионен водещ.
Преди да стане Мис Вселена Канада, Алис представя Канада в Reinado Internacional del Café 2006 или Кралица на кафето, проведено в Манисалес, Колумбия на 9 януари, където става първата канадска победителка в историята на конкурса.
Тя печели още награди за „Мис Фотогеничност“ и „Най-добра в бански“ на Мис Вселена Канада.